# ليم دونغ وون
ليم دونغ وون (بالكورية: 임동원)‏ هو سياسي كوري جنوبي، ولد في 1934. كان أحد كبار المساعدين أثناء إدارة كيم داي جونغ ومهندس رئيسي لسياسة أشعة الشمس، وشغل منصب وزير التوحيد حتى خسر تصويت حجب الثقة في 3 سبتمبر 2001، واستقال بعد عزله في 23 ديسمبر 2001. أدت مشاركته في مدفوعات سرية لكوريا الشمالية لتسهيل اجتماع القمة عام 2000 إلى حكم بالسجن مع وقف التنفيذ لمدة 18 شهرًا في عام 2003. وفي عام 2004 تم تعيينه رئيسًا لمعهد سيجونغ. وفي تقاعده، انتقد سياسة الولايات المتحدة تجاه كوريا الشمالية. كما أُتهم بفضيحة تنصت واسعة النطاق كشف عنها في عام 2005.
قبل انضمامه إلى إدارة كيم داي جونغ، عمل رئيسًا لمؤسسة كيم للسلام في آسيا والمحيط الهادئ، ونائبًا لرئيس مجلس التوحيد في عهد روه تاي وو، وسفيرًا لدى نيجيريا وأستراليا في ثمانينيات القرن العشرين.